# 施塔弗尔湖畔穆尔瑙
施塔弗尔湖畔穆尔瑙是德国巴伐利亚州的一个市镇。总面积38.05平方公里，总人口12395人，其中男性5933人，女性6462人（2011年12月31日），人口密度326人/平方公里。